# زن شگفت‌انگیز ۱۹۸۴
زن شگفت‌انگیز ۱۹۸۴ (انگلیسی: Wonder Woman 1984)، مشهور به WW84، یک فیلم ابرقهرمانی محصول سال ٢٠٢٠ بر پایهٔ شخصیتی به همین نام از دی‌سی کامیکس می‌باشد. این فیلم دنبالهٔ زن شگفت‌انگیز (۲۰۱۷) و نهمین فیلم دنیای توسعه‌یافته دی‌سی به شمار می‌رود و توسط برادران وارنر پیکچرز، دی‌سی فیلمز، اطلس اینترتینمنت و استون کوآری تولید و توسط برادران وارنر پیکچرز منتشر شد. پتی جنکینز کارگردانی این فیلم را بر عهده داشته و فیلم‌نامهٔ آن را به همراه جف جانز و دیوید کالاهام نگاشته‌است. فیلم‌نامه براساس داستانی از جانز و جنکینز نوشته شد. گل گدوت نقش اصلی فیلم یعنی زن شگفت‌انگیز را در کنار کریس پاین، کریستن ویگ، کانی نیلسن، رابین رایت و پدرو پاسکال ایفا می‌کند. داستان این فیلم در سال ١٩٨۴ میلادی و در طول جنگ سرد اتفاق می‌افتد و دایانا و عشق گذشته‌اش استیو ترور را دنبال می‌کند که با مکسول لرد و  چیتا روبرو می‌شوند.
بحث در مورد یک دنباله کمی پس از اکران اولین فیلم در ژوئن ٢٠١٧میلادی آغاز شد و تصمیم برای ادامه در ماه بعد تایید شد. فیلمبرداری اصلی در ١٣ ژوئن ٢٠١٨ در استودیو برادران وارنر در انگلستان، و همچنین منطقه کلمبیا و ویرجینیای شمالی در ایالات متحده، لندن و داکسفورد در انگلستان، تنریف و فوئرتونتورا در جزایر قناری آغاز شد. تولید فیلم در ٢٢ دسامبر ٢٠١٨، پس از یک فیلمبرداری شش ماهه به پایان رسید. اما اندکی بعد در ژوئیه ٢٠١٨میلادی فیلمبرداری‌های اضافی انجام شد.
زن شگفت‌انگیز ١٩٨۴ در ابتدا برای اکران گسترده در ۵ ژوئن ٢٠٢٠ برنامه ریزی شده بود، اما به دلیل همه گیری کویید-١٩ چندین بار به تعویق افتاد ؛ این فیلم در ١۵ دسامبر ٢٠٢٠ از طریق پلتفرم مجازی دی‌سی فندوم به نمایش درآمد و در ایالات متحده توسط برادران وارنر پیکچرز در ٢۵ دسامبر ٢٠٢٠ هم از طریق سینما و هم از طریق سرویس پخش اچ‌بی‌او مکس منتشر شد؛ این فیلم نقدهای متفاوتی از سوی منتقدان دریافت کرد که اجرا ها و نحوه به تصویر کشیدن دهه هشتاد میلادی در آن را ستودند، اما از فیلمنامه، مدت زمان فیلم و عدم اکشن انتقاد کردند. این فیلم ١۶٩.۶ میلیون دلار در سراسر جهان در مقابل بودجه تولید ٢٠٠ میلیون دلاری فروخت که به دلیل محدود بودن سینماها در طول همه‌گیری کووید-١٩ نتوانست به موفقیت برسد اما تبدیل به پربیننده‌ترین فیلم پخش مستقیم در سال ٢٠٢٠ شد ؛یک اسپین آف از این فیلم توسط جنکینز با محوریت آمازون های تیمیسکیرا در حال تولید است.

## خلاصه داستان
دایانا در هنگام خردسالی در یک مسابقه ورزشی در تیمیسکیرا در برابر آمازون های بزرگسال شرکت می کند. دایانا پس از سقوط از اسبش، از میانبر استفاده می کند و دوباره سوار می شود، اما یک ایست بازرسی را از دست می دهد. آنتیوپ او را از مسابقه به دلیل تقلب حذف می‌کند و به او توضیح می‌دهد که هر چیز ارزشمندی باید صادقانه به دست آید، و مادرش هیپولیتا نیز به او توصیه می کند که در جستجوی شکوه و افتخار صبور باشد.
در سال ١۹٨۴ دایانا در مؤسسه اسمیتسونیان در واشنگتن دی سی مشغول به کار است، در حالی که به صورت مخفیانه به عنوان زن شگفت‌انگیز کارهای قهرمانانه انجام می دهد. کارمند جدید موزه، باربارا مینروا، زمین شناس و جانور شناس خجالتی، در جلب توجه همکارانش مشکل دارد، اما به سرعت با دایانا دوست می‌شود.
پس از اینکه اف‌بی‌آی از موزه می‌خواهد عتیقه‌های دزدیده شده از سارقان، که زن شگفت‌انگیز اخیراً دستگیر کرده است، را بررسی کند، باربارا و دایانا متوجه می‌شوند که یکی از آثار باستانی، که بعداً به عنوان سنگ آرزو شناخته شد، دارای کتیبه‌ای لاتین است که ادعا می‌کند یک آرزوی دارنده را برآورده می‌کند. هیچ‌کدام آشکارا کتیبه را جدی نمی‌گیرند، اما باربارا می‌خواهد شبیه دیانا شود و ناخواسته همان ابرقدرت‌ها را به دست می‌آورد، در حالی که دایانا مشتاق معشوقه مرحوم خود استیو ترور است. او در بدن مرد دیگری زنده می‌شود و این دو در یک جشن در اسمیتسونیان دوباره به هم می‌پیوندند. تاجر شکست خورده مکسول "مکس لرد" لورنزانو، سنگ آرزو را می‌دزدد، به این امید که از قدرت آن برای نجات شرکت نفتی تقریبا ورشکسته خود استفاده کند. آرزوی او این است که خود "سنگ" شود و قدرت برآوردن آن را به دست آورد، بنابراین هر زمان که خواسته دیگری را برآورده کرد، بتواند آنچه را که می‌خواهد از آرزوکننده بگیرد و در نتیجه هرج و مرج، ویرانی و بی ثباتی در سراسر جهان ایجاد می‌شود.
دایانا متوجه می شود که سنگ رویا توسط دولوس/منداسیوس، خدای دروغ ها، که به عنوان دوک فریب نیز شناخته می شود، ساخته شده است. این سنگ خواسته کاربر را برآورده می‌کند، اما هزینه‌ای به همان اندازه را دریافت می کند، مگر اینکه آنها آرزو را پس بگیرند یا سنگ را از بین ببرند. اگرچه قدرت دایانا و انسانیت باربارا شروع به کاهش می کند، هیچ کدام حاضر نیستند از خواسته خود چشم پوشی کنند. مکس از رئیس جمهور ایالات متحده در کاخ سفید بازدید می‌کند، که مایل است از موشک های هسته ای بیشتری علیه شوروی استفاده کند، مکس با برآورده کردن آرزوی او جهان را به آستانه جنگ هسته ای می‌رساند. مکس همچنین از یک سیستم ماهواره‌ای جدید و مخفی آگاه می‌شود که می‌تواند برای هر کسی در جهان پخش کند. از آنجایی که قدرت های او باعث خراب شدن بدنش می‌شود، او قصد دارد آرزوهایی را در سطح جهانی برآورده کند تا قدرت و نیروی زندگی را از بینندگان بدزدد و سلامتی خود را بازیابد. دایانا و استیو با او روبرو می شوند، اما باربارا به دایانا خیانت می کند و بر او چیره می‌شود و از طریق مرین وان با مکس فرار می‌کند.
استیو دایانا را متقاعد می‌کند که از آرزویش دست بکشد و او را رها کند تا قدرت کامل خود را بدست آورد. دایانا این کار را می‌کند و پس از پوشیدن زره آستریا، بزرگترین جنگجوی آمازون، به مقر ماهواره‌ها پرواز می‌کند و دوباره با باربارا، که پس از آرزوی تبدیل شدن به یک شکارچی راس، به یک یوزپلنگ انسان‌نما تبدیل شده، می‌جنگد. پس از دعوای وحشیانه‌ای که به یک دریاچه کشیدا می‌شود، دایانا باربارا را دچار برق گرفتگی می‌کند و سپس او را از آب بیرون می‌کشد. او با مکس روبرو می‌شود و از کمند حقیقت خود برای برقراری ارتباط با جهان از طریق او استفاده می‌کند و همه را متقاعد می‌کند که از آرزوی خود چشم پوشی کنند. او سپس به مکس تصوراتی از دوران کودکی ناخوش خود و پسرش آلیستر نشان می‌دهد که دیوانه وار در میان هرج و مرج به دنبال پدرش می گردد. مکس متوجه اشتباه خود می‌شود و از آرزوی خود دست می‌کشد و پیش پسر خود آلیستر می‌رو. باربارا نیز به حالت عادی باز می‌گردد. مدتی بعد در زمستان، دایانا با مردی ملاقات می کند که استیو بدن او را در اختیار داشت. در همین حال، آستریا مشخص می‌شود که مخفیانه در بین انسان ها زندگی می‌کند و نمرده است.

## بازیگران

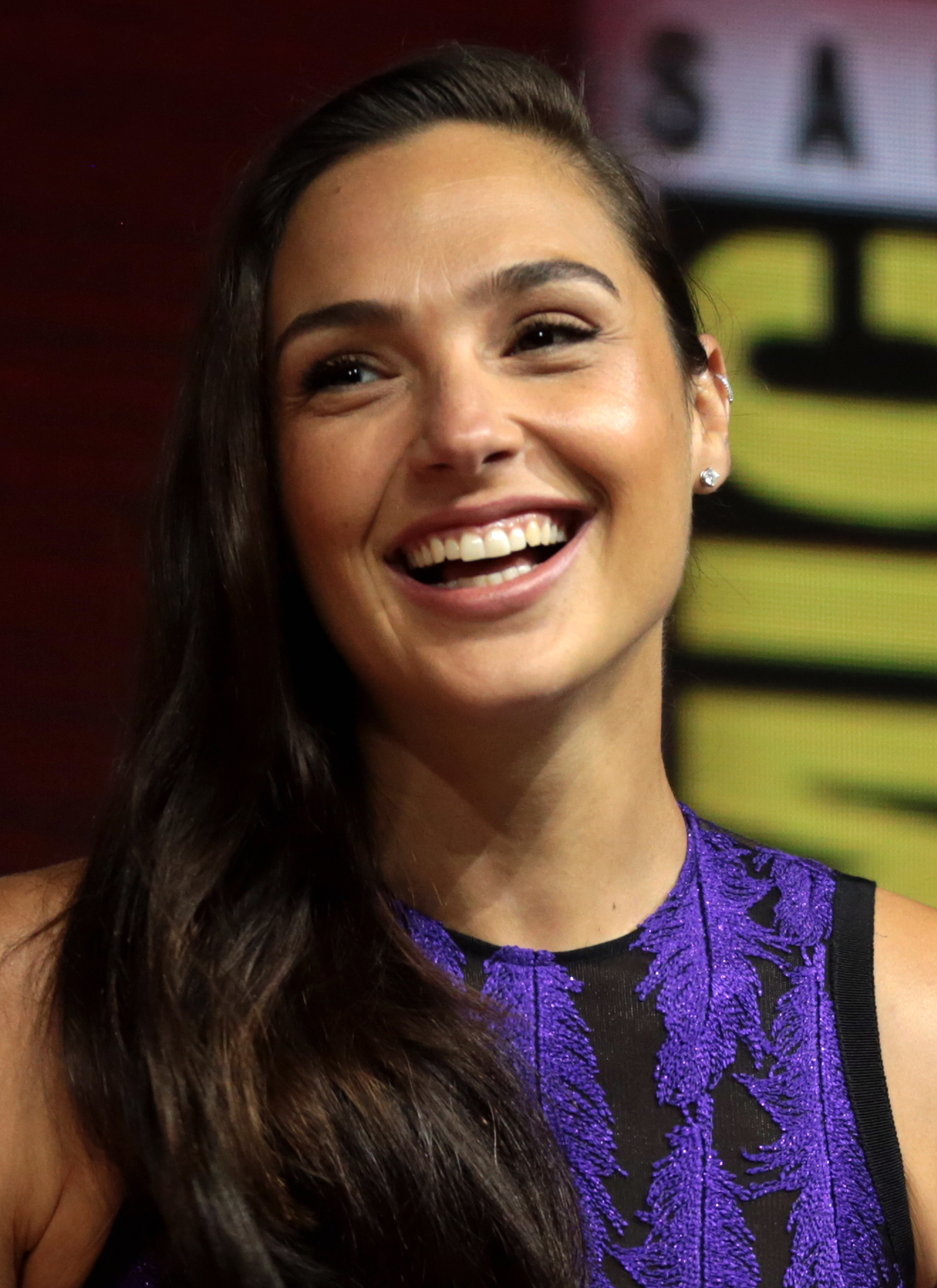
گل گدوت دو مسئولیت تهیه کنندگی و ایفای نقش اول فیلم را برعهده داشت.

- گل گدوت در نقش پرنسس دایانا / واندر وومن:
 یک نیمه الهه نامیرا، شاهزاده خانم و جنگجوی آمازون و دختر هیپولیتا، ملکه آمازونی تمیسسیرا، و زئوس، پادشاه خدایان المپ.[۶] گدوت در مورد تکامل این شخصیت صحبت کرد و در فیلم اول گفت: «[دایانا] واقعاً یک ماهی بیرون از آب است که از تیمیسکیرا به دنیای مردانه می‌آید و واقعا در مورد پیچیدگی زندگی انسان‌ها، یاد می‌گیرد. در زن شگفت‌انگیز ١٩٨۴، او آنجا بوده است. او عاقل‌تر و بالغ‌تر شده است. او در طول سال‌ها از همه دوستان‌ش محافظت کرده و آنها را از دست داده است، اما هنوز هم کار درست را انجام می‌دهد، اما با زمانی که آخرین بار او را دیدیم متفاوت است. ما واقعاً سفر به بلوغ رسیدن او را بررسی کردیم که چگونه دایانا پرینس به زن شگفت‌انگیز تبدیل شد و قدرت و قدرت کامل او را در اختیار گرفت.»[۷]
  - لیلی اسپل نقش دوران جوانی دایانا رو به تصویر می‌کشد.
- کریس پاین در نقش استیو ترور:
 خلبان و جاسوس آمریکایی‌ایی از جنگ جهانی اول و عشق از دست رفته دیانا که در فیلم اول مرد. روح او مرد دیگری را در اختیار دارد که توسط کریستوفر پولاها در بازتاب های آینه‌ای به تصویر کشیده شده است. فقط دایانا می تواند صورت او را ببیند.[۸]
- کریستن ویگ در نقش باربرا ان مینروا / چیتا: یک زمین‌شناس و گوهرشناس بسیار خجالتی که با دایانا دوست می‌شود. او به تدریج در طول فیلم با استفاده از سنگ آرزو دگرگون می شود.[۹][۱۰][۱۱]
- پدرو پاسکال در نقش مکسول «مکس» لرد:
 یک تاجر سدسخت و در عین حال کاریزماتیک که برای تبلیغات تلویزیونی موسس تعاونی طلای سیاه مشهور است.[۱۲][۱۳] شخصیت لرد، به گفته جنکینز، از برنی مدوف و دونالد ترامپ الگوبرداری شده است.[۱۴][۱۵][۱۶] کارگردان پتی جنکینز بیان کرده است که بازی پاسکال در نقش لرد الهام گرفته از گوردون گکو از وال استریت الیور استون و نقش جین هکمن از لکس لوتر در فیلم سوپرمن ریچارد دانر محصول سال ١٩٧٨ بوده است و جنکینز لرد را به عنوان «شروری دارای پتانسیل های خطرناک و ترسناک بودن» توصیف می‌کند.[۱۷]
- کانی نیلسن در نقش هیپولیتا:
 ملکه تمیسکیرا و مادر دایانا.[۱۸]
- رابین رایت در نقش آنتیوپ:
 فرمانده ارتش آمازون، خواهر هیپولیتا و خاله دایانا.[۱۸]

بازیگران دیگری که در فیلم حضور دارند عبارتند از: عمرو واکد در نقش امیر سعید بن ابیدوس، فرمانروای کشور خیالی نفت خیز بیالیا در خاورمیانه که لرد با او روبرو می‌شود؛ کریستوفر پولاها در نقش مردی که استیو ترور بدن او را تصاحب می‌کند و در اعتبار تیتراژ پایانی به عنوان «مرد خوش تیپ» نامیده می‌شود؛ ناتاشا راثول در نقش کارول، رئیس باربارا در اسمیتسونیان؛ راوی پاتل در نقش باباجید، مردی که اسنادی از تاریخچه سنگ آرزو را به دایانا و باربارا ارائه می‌دهد؛ الیور کاتن در نقش سایمون استاگ، یک سرمایه‌گذار ناراضی در شرکت لرد؛ لوسیان پرز در نقش آلیستر، پسر لرد؛ گابریلا وایلد در نقش راکل، دستیار لرد؛ کلوین یو در نقش جیک، همکار دایانا و باربارا؛ و استوارت میلیگان به عنوان رئیس جمهور ایالات متحده. داوتسن کروس نقش خود در فیلم های قبلی دی‌سی به عنوان یک آمازون به نام ونیلا تکرار می‌کند.
لیندا کارتر، که نقش زن شگفت‌انگیز را در مجموعه تلویزیونی دهه ١٩٧٠ بازی کرد، در میانه‌ی تیتراژ فیلم به عنوان آستریا، یک جنگجوی افسانه‌ای آمازون که در قدیم دارای یک زره بالدار قدرتمند بود، ظاهر شد. شوهر گدوت، یارون وارسانو و دو دخترشان، آلما و مایا، در اواخر فیلم حضور کوتاهی دارند. سعید تغماوی، ایون برمنر، یوجین بریو راک و لوسی دیویس به ترتیب در نقش‌های سامیر، چارلی، چیف و اتا کندی از قسمت اول به صورت یک تصویر در یک قاب عکس حضور دارند. حدس زده می شد که آلیسیا ویکاندر و سم ورثینگتون قرار است شیرا هال/هاوکگرل و کارتر هال/هاکمن را به تصویر بکشند.

## تولید ‌

### توسعه
کارگردان فیلم اول، پتی جنکینز، که در ابتدا تنها برای یک فیلم قرارداد امضا کرد، ابراز علاقه کرده بود که برای کارگردانی دنباله آن بازگردد. در ژوئن ٢٠١٧ جف جانز، تهیه کننده و نویسنده کامیک بوک، طی مصاحبه‌ای با ورایتی، اعلام کرد که او و جنکینز نوشتن طرح دنباله زن شگفت انگیز را آغاز کرده اند و او "ایده جالبی برای دومی" دارد. جنکینز در حالی که در یک پرسش و پاسخ در نمایش فیلم زنان در فیلم صحبت می‌کرد، اظهار داشت که او واقعاً دنباله فیلم را کارگردانی خواهد کرد. جنکینز بعداً توضیح داد که "این یک تایید نبود. فقط در مورد ایده ها و امیدهای خود صحبت کرد."
در ٢٢ ژوئیه ٢٠١٧، در کامیک-کان سن دیگو استودیو رسما اعلام کرد که دنباله آن ساخته خواهد شد و جنکینز به عنوان کارگردان بازمی‌گردد. عنوان آن ابتدا به عنوان زن شگفت‌انگیز ٢ ذکر شد. در سپتامبر ٢٠١٧، رسما تایید شد که جنکینز کارگردانی دنباله را بر عهده خواهد داشت. در ١٣ سپتامبر ٢٠١٧، گزارش شد که دیوید کالاهام، نویسنده بی‌مصرف‌ها، برای نوشتن فیلمنامه با جنکینز و جانز، که قبلاً چندین ماه روی آن کار کرده بودند، به فیلم ملحق خواهد شد.
در ٢٨ فوریه ٢٠١٨، گزارش شد که سکانس های اکشن فیلم با دوربین های فیلمبرداری آی‌مکس فیلمبرداری می‌شود. در اواخر ماه مه ٢٠١٨، زک اسنایدر، تهیه کننده فیلم های گذشته دی‌سی، در پلتفرم رسانه اجتماعی ویرو تایید کرد که او به همراه همسرش دبورا اسنایدر، به عنوان تهیه کننده در دنباله زن شگفت‌انگیز باز خواهند گشت. در ١٣ ژوئن ٢٠١٨، عنوان فیلم زن شگفت‌انگیز ١٩٨۴ اعلام شد. یک منبع نزدیک به جنکینز آن را به عنوان یک فیلم مستقل توصیف کرد "به جای یک داستان مداوم، که مستلزم قسمت های زیادی است، به همان صورتی است که فیلم های ایندیانا جونز یا [جیمز] باند هستند."

### پیش‌تولید
پیش تولید رسماً در اوایل دسامبر ٢٠١٧ در انگلستان آغاز شد. در همان ماه، کارگردان پتی جنکینز اظهار داشت که این فیلم یک داستان عاشقانه بزرگ دیگر خواهد بود. در آوریل ٢٠١٨، تایید شد که فیلم در دهه ١٩٨٠ جریان دارد. در ماه مه اعلام شد که آلین بونتو، طراح تولید (املی، زن شگفت‌انگیز) و همچنین لیندی همینگ، طراح صحنه و لباس، که برای دنباله‌ی فیلم بازمی‌گردند.
در سپتامبر ٢٠١٧، بازگشت گل گدوت به عنوان نقش اصلی تایید شد. در ٢٨ فوریه ٢٠١٨، گزارش شد که کریستن ویگ در حال مذاکره با استودیو برای بازی در نقش چیتا، شخصیت شرور اصلی فیلم، است، و کارگردان پتی جنکینز انتخاب او را در ماه بعد تایید کرد. در ٢٨ مارس، پدرو پاسکال، که نقش اد ایندلیکاتو را در اولین قسمت مجموعه تلویزیونی لغو شده زن شگفت‌انگیز در سال ٢٠١١ ایفا کرده بود، برای یک نقش کلیدی نامشخص انتخاب شد که بعداً مشخص شد که نقش مکسول لرد است. در ١٣ ژوئن، جنکینز بازگشت کریس پاین به عنوان استیو ترور را از طریق توییتر تأیید کرد. در ٢۴ ژوئیه ٢٠١٨، ناتاشا راثول اعلام شد که در نقشی نامعلوم انتخاب شده است. چند روز بعد، در ٢٧ ژوئیه، راوی پاتل و گابریلا وایلد نیز به فیلم پیوستند، و نقش آنها نیز مخفی نگه داشته شد. در اواخر آگوست تایید شد که کانی نیلسن و رابین رایت دوباره در نقش هیپولیتا و آنتیوپ در یک سکانس فلاش بک بازی خواهند کرد. در نوامبر ٢٠١٨، کریستوفر پولاها فاش کرد که نقشی در این فیلم دارد.

### فیلمبرداری

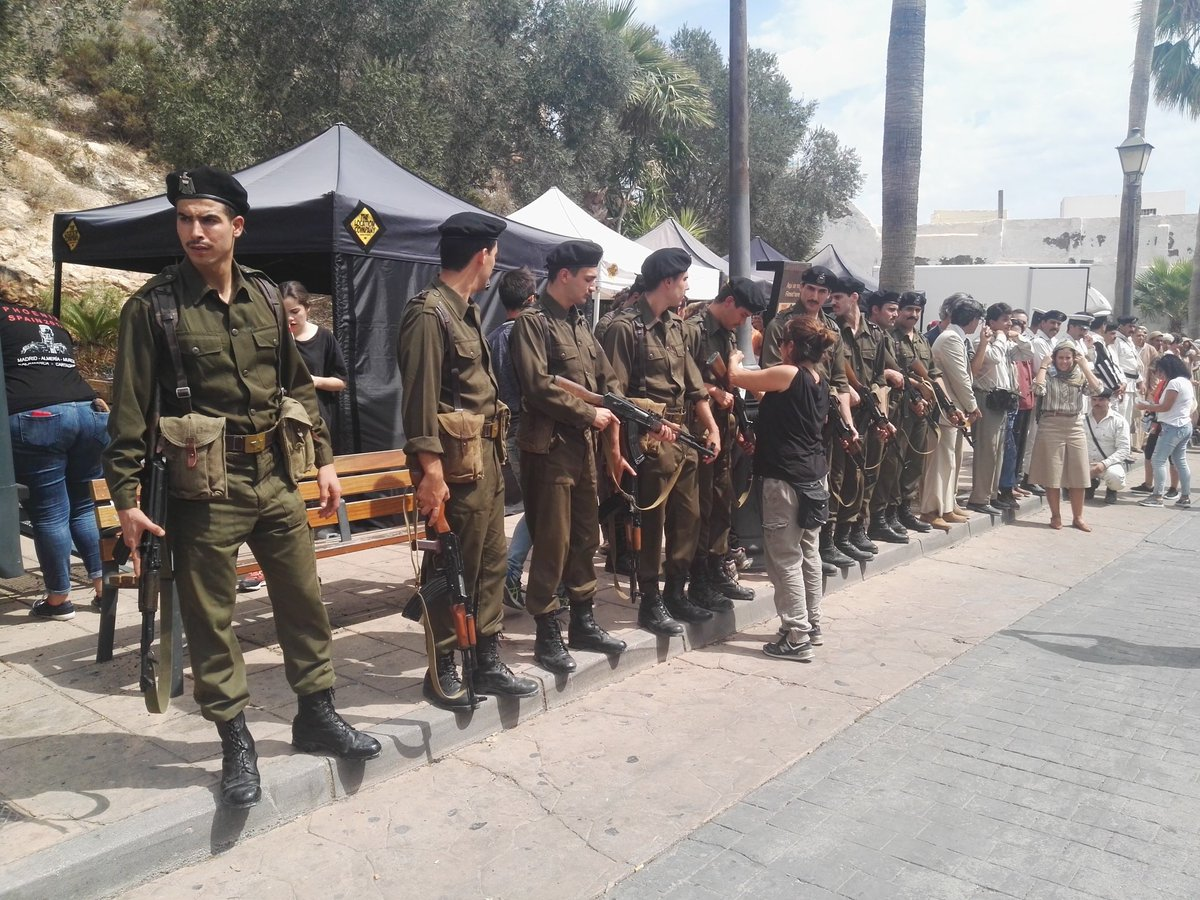
فیلمبرداری زن شگفت‌انگیز ١٩٨۴ مقابل استحکامات قصبه در آلمریا، اسپانیا

فیلمبرداری اصلی در ١٣ ژوئن ٢٠١٨ با عنوان کاری ساعت جادویی آغاز شد.  فیلمبرداری در استودیو برادران وارنر در انگلستان، و در موقعیت‌هایی در اطراف ناحیه کلمبیا و ویرجینیای شمالی در ایالات متحده، از جمله مرکز خرید لندمارک در الکساندریا، ویرجینیا و جورج‌تاون در ژوئن و ژوئیه ٢٠١٨ انجام شد، و صحنه هایی از ١٨ ژوئن تا ١۴ ژوئیه در الکساندریا فیلمبرداری شد. فیلمبرداری در خارج از ساختمان کنگره ایالات متحده در واشنگتن دی سی، در اواسط ژوئن انجام شد. مکان های دیگر فیلمبرداری در واشنگتن شامل محله پن، میدان مک فرسون، تالار قانون اساسی دی‌ای‌آر در نزدیکی کاخ سفید، موزه و بوستان مجسمه هرش‌هورن (مؤسسه اسمیتسونین) و یادبود لینکلن بود. در ژوئیه، تولید در ایالات متحده تکمیل شد و به انگلستان منتقل شد. در ماه آگوست، فیلمبرداری در چندین موقعیت در لندن، از جمله محل سنت اندرو، ریجنتز پارک و کالج سلطنتی پزشکان انجام شد. بین سپتامبر و اکتبر ٢٠١٨، تولید نیز در آلمریا، در اندلس، جنوب اسپانیا، و همچنین Fuerteventura و Tenerife در جزایر قناری انجام شد. از 5 سپتامبر تا 11 سپتامبر، فیلمبرداری در مجتمع مستحکم آلکازابا آلمریا و دیوار جایران در آلمریا انجام شد. تولید از ١٣ سپتامبر تا ٢۶ سپتامبر به فوئرته‌ونتورا منتقل شد، با پارک ملی Corralejo Dunes، Parque Holandés، El Jablito، La Oliva و پارک طبیعی Jandía به عنوان مکان فیلمبرداری. فیلمبرداری در تنریف در هفته آخر سپتامبر آغاز شد و دو هفته در مکان‌های مختلف جزیره به طول انجامید.
تولید در اکتبر به انگلستان بازگشت، با فیلمبرداری در موزه جنگ امپریال در داکسفورد، هاید پارک و هتل ساوی در مرکز لندن و میدان تورینگتون، در مجاورت بیرکبک، دانشگاه لندن. تا اواسط نوامبر ٢٠١٨، پدرو پاسکال فیلمبرداری صحنه های خود را به پایان رساند. فیلمبرداری اصلی در ٢٢ دسامبر ٢٠١٨، پس از شش ماه به پایان رسید. فیلم‌برداری مجدد در ٢٨ ژوئیه ٢٠١٩ در لندن در استودیو برادران وارنر آغاز شد و ماه بعد تکمیل شد.
این اولین فیلمی بود که در دستورالعمل های انجمن تهیه کنندگان آمریکا در مورد نحوه برخورد با حوادث آزار جنسی در صحنه فیلمبرداری ثبت نام کرد.

### پس‌تولید
ریچارد پیرسون مسئول تدوین زن شگفت‌انگیز ١٩٨۴ را برعهده داشت. جان موفات (هری پاتر و  حیات) مسئولیت ناظر کلی جلوه های ویژه فیلم را داشت. دابل نگتیو، فریم‌استور و متد استودیوز جلوه های بصری فیلم را ارائه کردند. الکسیس وایسبورت به عنوان ناظر جلوه های ویژه برای فریم‌استور خدمت کرد. در دسامبر ٢٠١٩، جنکینز فاش کرد که کار روی فیلم پنج ماه قبل از تاریخ اکران اصلی تکمیل شده بود.

## موسیقی

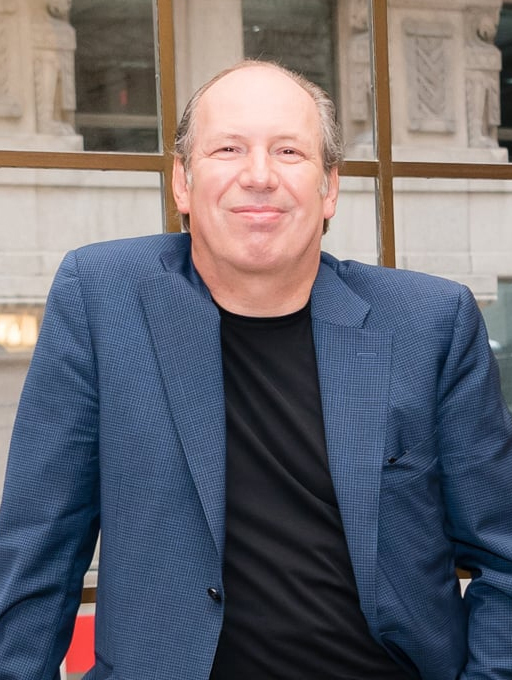
هانس زیمر در سال ۲۰۱۸

در آگوست ٢٠١٨ هانس زیمر به عنوان آهنگساز زن شگفت‌انگیز ١٩٨۴ معرفی و با روپرت گرگسون-ویلیامز، آهنگساز فیلم اول، جایگزین شد. زیمر پیش‌تر آهنگسازی دو فیلم اول دنیای توسعه‌یافته دی‌سی، مرد پولادین (٢٠١٣) و بتمن در برابر سوپرمن: طلوع عدالت (٢٠١۶)، که اولین حضور زن شگفت‌انگیز در آن رخ داد، را برعهده دا‌شت. نخستین قطعه این موسیقی به نام «Themyscira» در بخشی از رویداد دی‌سی فندوم ٢٠٢٠ منتشر شد. قطعه دیگری به نام «Open Road» در ١٠ دسامبر ٢٠٢٠، طی رویداد تبلیغاتی «هفته شگفت‌انگیز» در رسانه های اجتماعی به مناسبت اکران فیلم در هفته بعدی، منتشر شد.
آلبوم فیلم در ١۶ دسامبر ٢٠٢٠ توسط واترتاور موزیک منتشر شد.
از دیگر موسیقی‌های پخش شده در فیلم با توجه به تیتراژ پایانی می‌توان به «Welcome to the Pleasuredome» اثر فرانکی گوئز تو هالیوود، «Voi Che Sapete» اثر ولفگانگ آمادئوس موتسارت، «Adagio in D Minor» اثر جان مورفی، «M.E.» اثر گری نومن، «Rio» اثر دورن دورن، و «I Won't Leave You» اثر کلینتون شورتر از فیلم پمپئی محصول سال ٢٠١۴، اشاره کرد.
بازخوانی آهنگ «Blue Monday» توسط نیو اردر و سباستین بوهم که در اولین تریلر سینمایی فیلم بود، مورد استقبال قرار گرفت. اما از این آهنگ در فیلم استفاده نشد.

## آینده

### دنباله
در ژانویهٔ ۲۰۱۹، بعد از عکسبرداری اصلی فیلم زن شگفت‌انگیز ۱۹۸۴، پتی جنکینز، کارگردان و نویسندهٔ این فیلم اعلام کرد که درحال برنامه‌ریزی برای ساخت سومین فیلم این مجموعه هستند. او بیان کرد که داستان آن در دوران معاصر رخ خواهد داد. در دسامبر ۲۰۱۹، جنکینز گفت که وقفهٔ بین دومین و سومین فیلم بیشتر خواهد شد. او در مصاحبه‌ای با مجلهٔ توتال فیلم در آوریل ۲۰۲۰ بیان کرد که قوس داستانی در نظر دارد که شامل هر چهار فیلم زن شگفت‌انگیز و فیلم سوم شخصیت اصلی خواهد شد.

### اسپین آف
در دسامبر ۲۰۱۹، پتی جنکینز اعلام کرد که اسپین‌آف زن شگفت‌انگیز در دست تولید است و داستانش بر آمازون‌های تمیسکیرا تمرکز دارد. جنکینز تهیه‌کنندهٔ اجرایی آن فیلم است.